# 国道6号

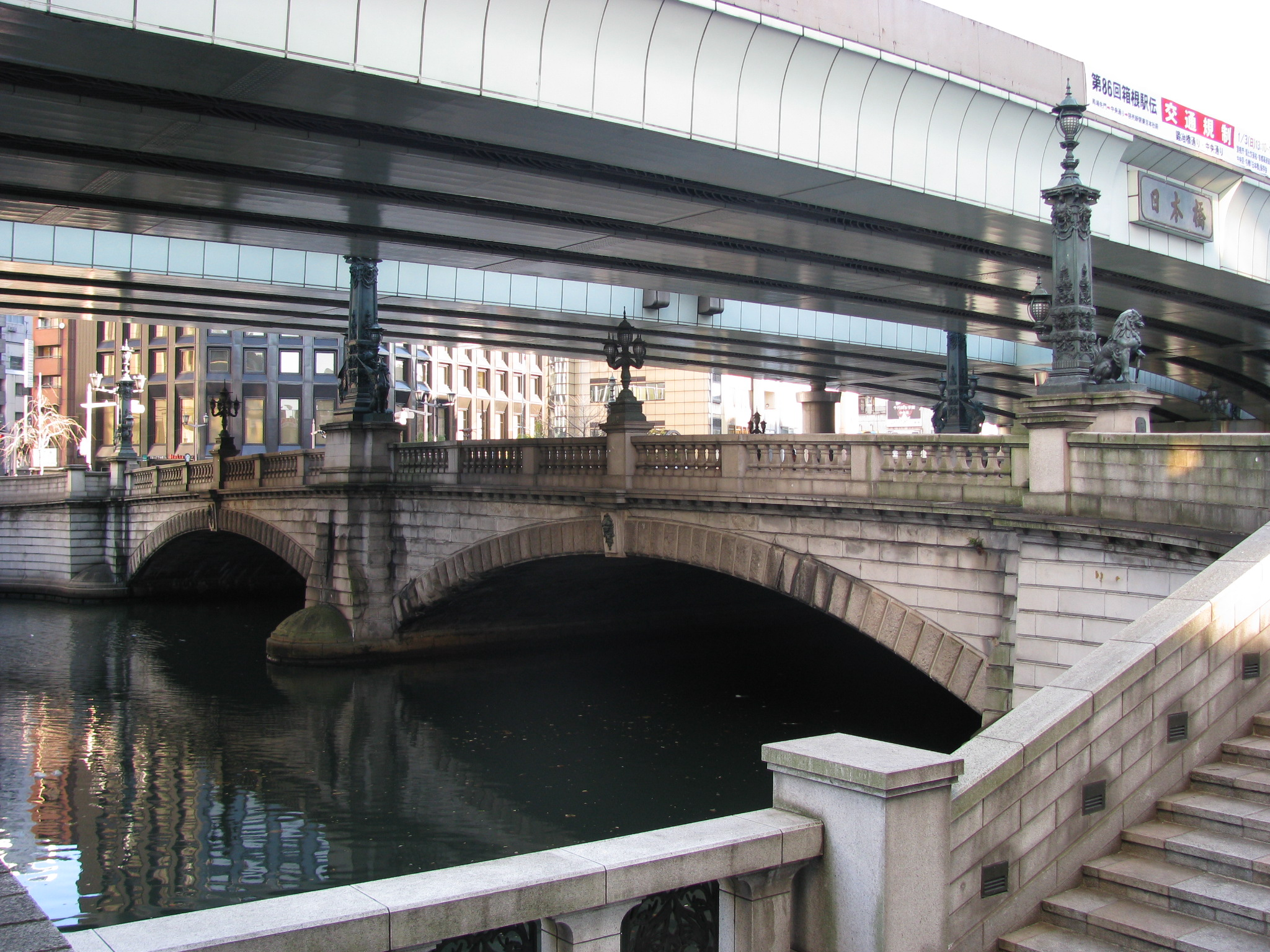
国道6号 起点
東京都中央区日本橋

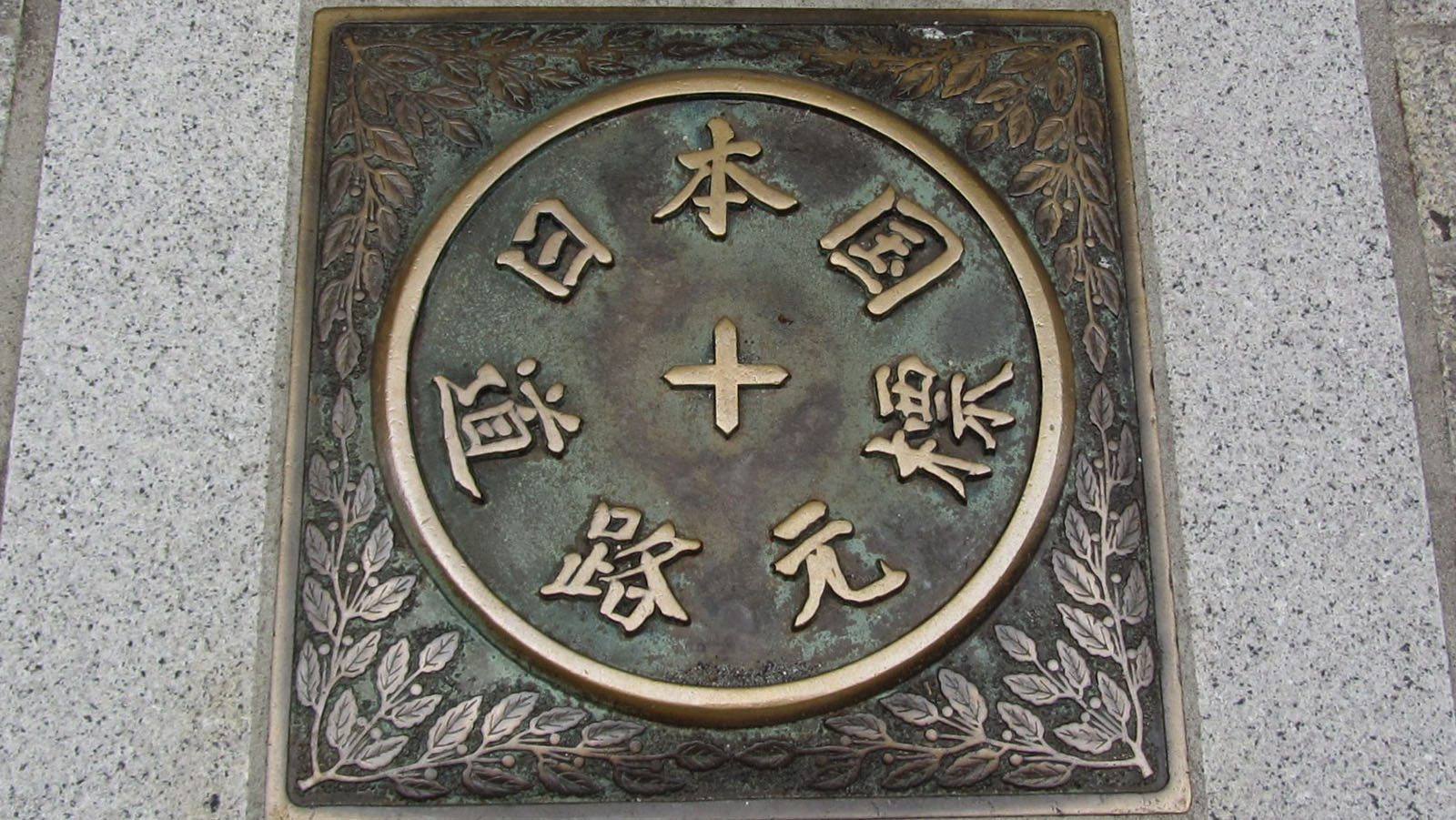
国道6号 起点
日本橋中央の日本国道路元標

国道6号（こくどう6ごう）は、東京都中央区から千葉県、茨城県、福島県、宮城県岩沼市を経由して、仙台市宮城野区に至る一般国道である。

## 概要

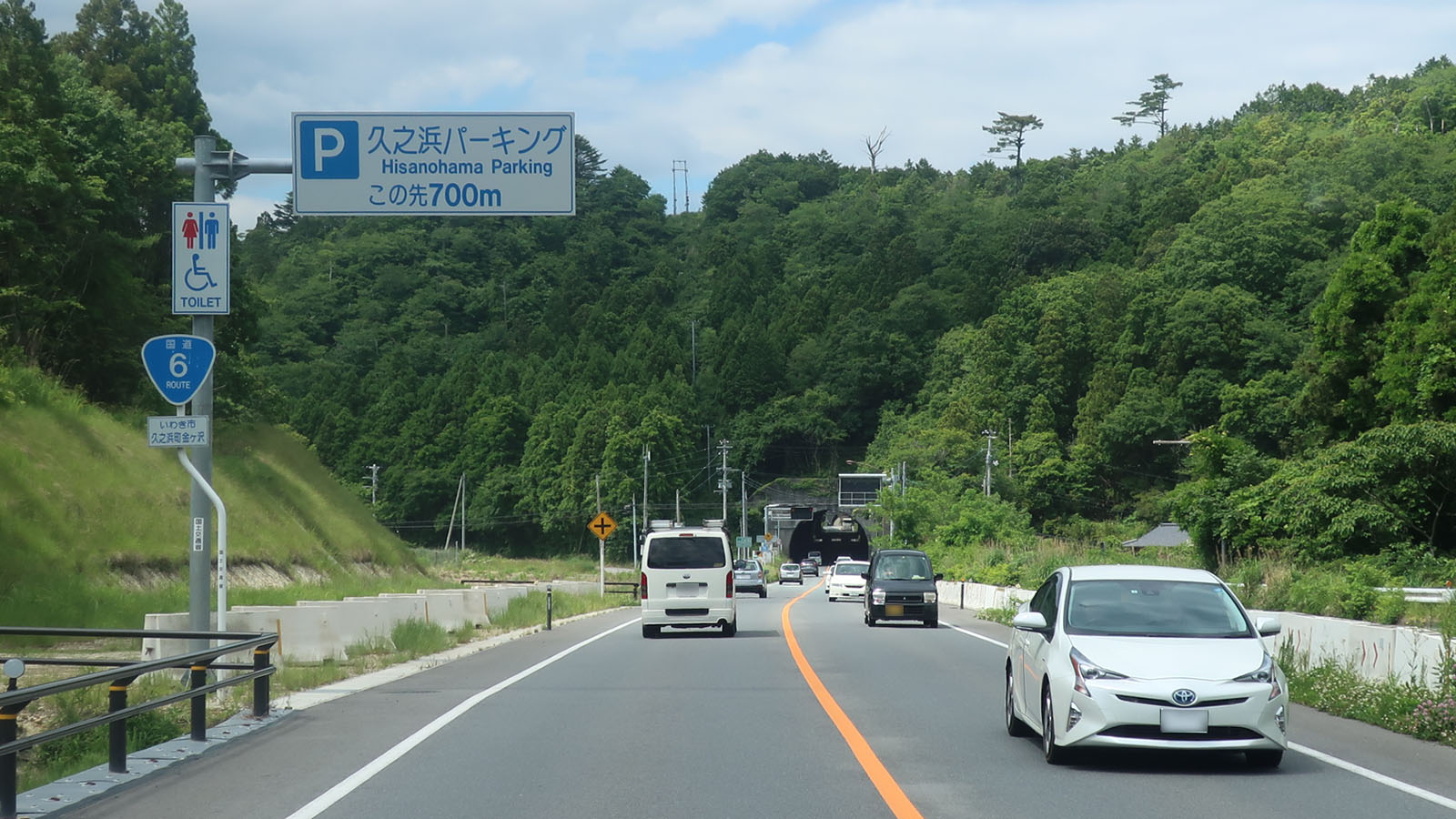
福島県いわき市久之浜町
(福島県浜通り地区、2018年6月)

東京都中央区の日本橋から水戸市を経て仙台市に至る路線。仙台市まで福島県中通りを通る国道4号とは異なり、関東平野を縦断し、水戸から太平洋沿いに北進し福島県浜通りを通る。全線（特に千葉県から宮城県にかけての区間）にわたり常磐自動車道および常磐線と並走する。
福島第一原子力発電所事故に伴う帰還困難区域設定のため、福島県内の一部区間は許可車両以外の通行が規制されていたが、2014年（平成26年）9月15日からは自動車のみ自由通行が可能となった。

### 路線データ
一般国道の路線を指定する政令に基づく起終点および重要な経過地は次のとおり。
- 起点：東京都中央区（日本橋 = 国道1号・国道4号・国道14号・国道15号・国道17号・国道20号起点）
- 終点：仙台市（宮城野区、苦竹IC = 国道4号上、国道45号交点、国道47号起点）
- 重要な経過地：東京都台東区（花川戸一丁目）、墨田区（向島二丁目）、葛飾区（金町四丁目）、千葉県松戸市、柏市、我孫子市、茨城県取手市、龍ケ崎市、牛久市、土浦市、石岡市、水戸市、勝田市[注釈 2]（田彦）、日立市、高萩市、北茨城市、福島県いわき市（泉町）、双葉郡双葉町、同郡浪江町、原町市[注釈 3]・相馬市、宮城県岩沼市、名取市
- 総延長 : 410.9 km（宮城県 49.8 km、仙台市 33.1 km、福島県 134.1 km、茨城県 155.0 km、千葉県 23.1 km、東京都 15.7 km）重用延長を含む[3][注釈 4]
- 重用延長 : 22.0 km（宮城県 10.3 km、仙台市 11.0 km、福島県 - km、茨城県 - km、千葉県 - km、東京都 0.8 km）[3][注釈 4]
- 未供用延長 : なし[3][注釈 4]
- 実延長 : 388.8 km（宮城県 39.6 km、仙台市 22.2 km、福島県 134.1 km、茨城県 155.0 km、千葉県 23.1 km、東京都 14.9 km）[3][注釈 4]
  - 現道 : 379.8 km（宮城県 39.6 km、仙台市 22.2 km、福島県 134.1 km、茨城県 147.2 km、千葉県 23.1 km、東京都 13.6 km）[3][注釈 4]
  - 旧道 : なし[3][注釈 4]
  - 新道 : 9.0 km（宮城県 - km、仙台市 - km、福島県 - km、茨城県 7.7 km、千葉県 - km、東京都 1.3 km）[3][注釈 4]
- 指定区間：東京都中央区日本橋 - 宮城県仙台市宮城野区日の出町二丁目3番27（全線）[4]

## 歴史
江戸時代の水戸街道（江戸 - 水戸）、水戸より先の岩沼で奥州街道に合流するに至る磐城街道、岩城相馬街道を継承し、水戸街道と岩城相馬街道を総称して浜街道とも呼ばれていた。江戸 - 水戸 - 仙台を結ぶ要路で、奥州街道の混雑を避けて参勤交代する奥州筋の大名も多かったという。
明治に入り、1872年（明治5年）には、水戸街道と岩城相馬街道を併せて陸前浜街道と改称され、つづく1885年（明治18年）の内務省告示第6号「國道表」により、水戸以南が第十四号国道「東京より茨城県に達する路線」、水戸以北は第十五号国道「東京より宮城県に達する別路線」の一部となった。
1919年（大正8年）4月11日に新しい道路表が公布され、翌1920年（大正9年）4月1日内務省施行の旧道路法に基づく路線認定で、同じ道筋の東京 - 仙台が国道6号「東京市より宮城県庁所在地に達する路線」となった。従前の陸前浜街道や江戸時代の旧街道と同じ道筋が多いが、部分的には新しく開いた国道もある。陸前浜街道から継承する旧道の道路沿いには江戸幕府の道路政策によって造成された並木敷の松林がみられたが、道路を直路形式に新開する道路拡幅事業により片側2 - 3 m幅があった並木敷きは次々と姿を消していった。経路は、東京日本橋 - 取手 - 土浦 - 水戸から、那珂川を寿橋（現・茨城県道253号水戸枝川線）で渡り枝川（ひたちなか市）から北上した。
終戦後の1952年（昭和27年）12月4日の新道路法に基づく路線指定では、旧国道6号がそのまま一級国道6号（東京都中央区 - 宮城県仙台市）となった。1965年（昭和40年）4月1日に、道路法改正によって一級・二級の区別がなくなり一般国道6号となった。
国道6号には平地部を流れる河川が多いが、架橋されたのは大正時代から昭和初期までかかっており、川幅の短い河川を除けば、旧道路法が1919年（大正8年）に成立する以前は大部分が渡し船によって川を渡った。架橋年は茨城県だけでも、鮎川橋（日立市・鮎川）は1927年（昭和2年）、榊橋（久慈川）は1930年（昭和5年）、銭亀橋（土浦市・桜川）は1934年（昭和9年）、大利根橋（利根川）が1930年（昭和5年）に架設されており、昭和初期が多い。

### 年表
- 1938年（昭和13年） - 6月29日から30日にかけて関東地方で集中豪雨。土浦市内の国道で9尺近く冠水するなど、茨城県下で道路が寸断[11]。
- 1945年（昭和20年） - 食糧事情が逼迫し、国道の歩道部分などが段々畑となる[12]。
- 1961年（昭和36年） - 松戸バイパス開通
- 1963年（昭和38年） - 取手バイパス開通
- 1965年（昭和40年）8月24日 - 金町バイパス開通[13]
- 1966年（昭和41年） - 小木津バイパス開通
- 1971年（昭和46年） - 亘理バイパス開通
- 1973年（昭和48年） - 水戸バイパス開通
- 1974年（昭和49年） - 勝田拡幅供用
- 1982年（昭和57年） - 土浦バイパス開通
- 1990年（平成2年） - 茨城町バイパス開通
- 1999年（平成11年） - 榊橋新橋開通
- 2000年（平成12年） - 常磐バイパス開通
- 2005年（平成17年）3月 - 藤代バイパス開通
- 2008年（平成20年）3月 - 相馬バイパス開通
- 2011年（平成23年）
  - 3月11日 - 東北地方太平洋沖地震（東日本大震災）により、法面崩落、津波による冠水などの被害を受ける[14]。
  - 4月22日 - 福島第一原子力発電所から半径20 km圏内の区間が警戒区域となり、許可車両以外は通行止めとなる。

※ 原発事故の帰還困難区域に伴う通行規制区間については原発事故による通行規制の項目を参照。
- 2014年（平成26年）9月15日 - 原発事故から3年半ぶりに一般車両の通行が全面可能となる[15]。
- 2017年（平成29年）
  - 2月26日 - 久之浜バイパス開通
  - 4月1日 - 久之浜バイパス、相馬バイパスに並行する現道区間が国の管理から福島県の管理に変更[16]。
- 2018年（平成30年）4月1日 - 常磐バイパスに並行する現道区間全てが国の管理から福島県の管理に変更[17]。

## 路線状況

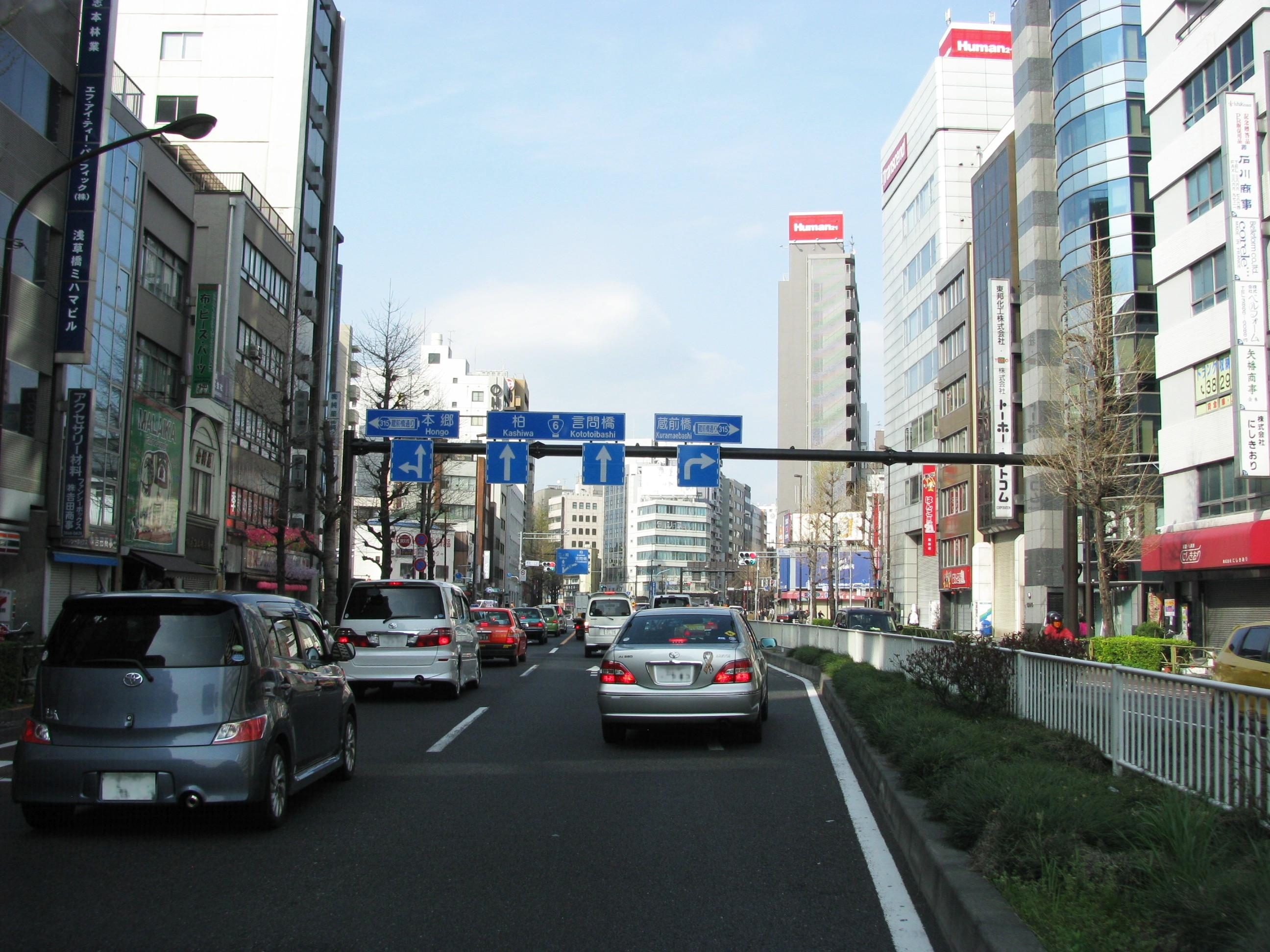
東京都台東区蔵前

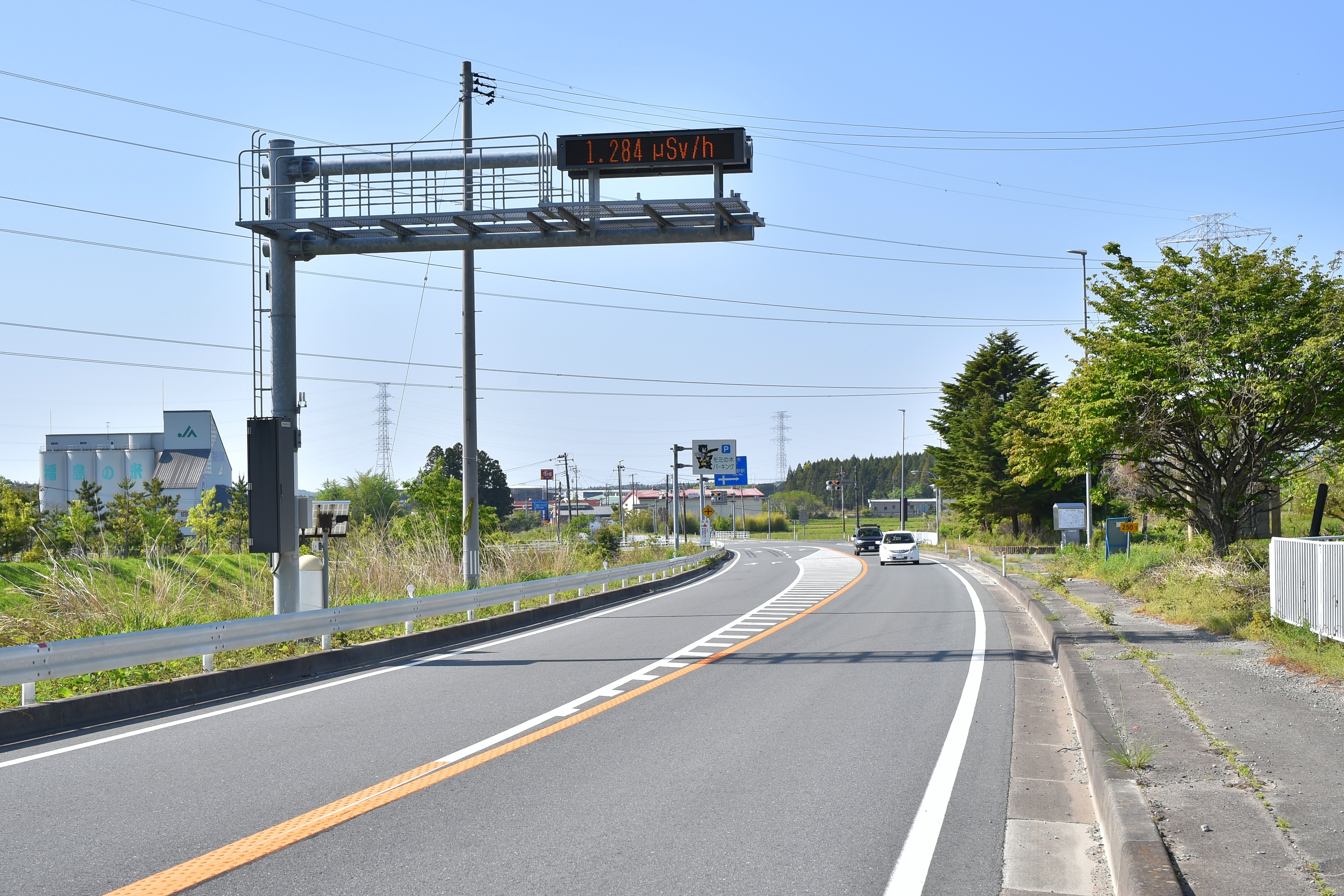
福島県大熊町にて、放射線量を表示するLED道路表示板（2024年5月）

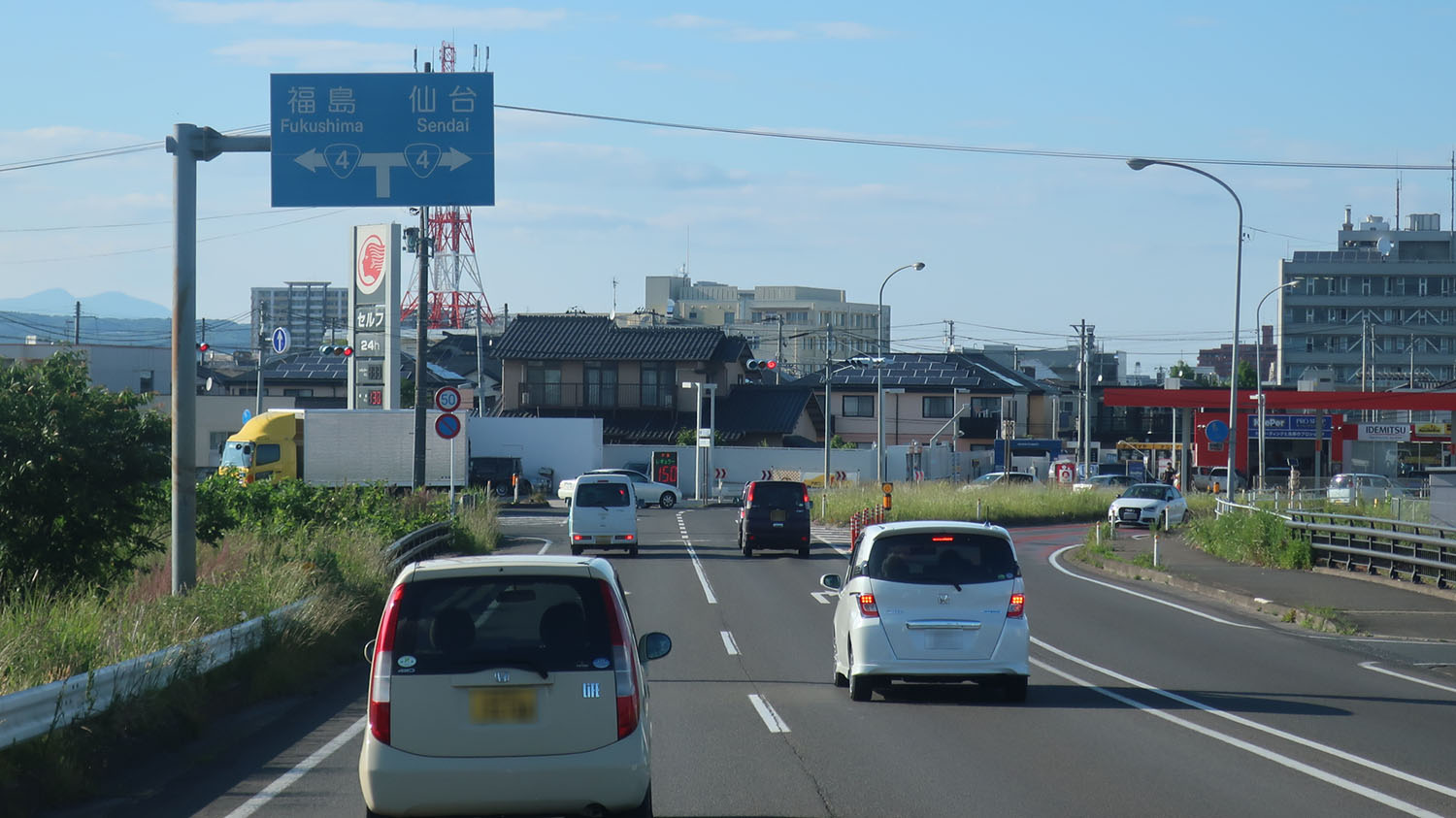
終点までの重複区間
国道4号との合流
宮城県岩沼市 藤浪交差点

東京都
基本的に都内は4車線以上であるが、荒川・綾瀬川をまたぐ四ツ木橋のみ2車線区間がある。
千葉県
千葉県内は全線4車線化されている。しかし、もともとの交通量の多さから局所的な渋滞が至る所で発生しており、特に柏市の呼塚（よばつか）立体交差点（国道16号交点・国道294号起点）は渋滞発生地点として著名である。
茨城県
茨城県内は大利根橋（県境） - 取手市小浮気間・土浦市内一部・茨城町北部 - 水戸市内- ひたちなか市内・東海村北端部 - 日立市南端部が4車線化されているものの、交通量と比較して車線増などの改修の進捗が遅れている。そのため特に日立市内では国道6号・常磐道以外に縦断する平行幹線道路がなく、通過・流入・域内車両が混在し、慢性的な渋滞となっている。神田町から大みか町にかけての大和田拡幅事業が2006年（平成18年）度から、日立バイパスのII期事業が2012年（平成24年）度から進行している。その他にも県内各地で4車線化事業やバイパス事業が行われている。
福島県
福島県内はいわき市内と相馬市、新地町内にバイパスが整備され、いわき市内の大部分においては立体交差を多用した高規格なバイパスとなっている。一方その他の区間では片側1車線の区間が多い。
宮城県
宮城県に入っても片側1車線が続くが、岩沼市に入ってすぐ国道4号と合流し、以降終点である仙台市の苦竹ICまで国道4号（岩沼バイパス・仙台バイパス）と重複する。

### 原発事故による通行規制
2011年4月22日から2014年9月14日まで、福島第一原子力発電所事故による帰還困難区域（事故発生警戒区域）に関連し、福島県双葉郡富岡町本岡字新夜ノ森（富岡消防署北交差点）から双葉郡浪江町高瀬字小高瀬（浪江町・双葉町境付近）までの区間が通行不能だった。
実際の通行止め規制は南端と北端の検問所のみであるが、これらに挟まれる区間はすべて帰還困難区域であり、滞在するだけで違法となるため、事実上連続した30 km程度の規制となっていた。一時帰宅では自家用車による通行が9月下旬実施分から許可されており、帰宅に使用する自動車であれば決められた方法で通行できた。
2012年12月17日からは、避難区域の市町村の職員やインフラの復旧工事などに関わる業者など、事前の申請が認められれば、帰還困難区域内を通り抜けできる。2013年6月17日からは、避難区域に当たる12市町村の住民でも、通勤・通院などの目的に限って、市町村発行の通行証を持参することを条件にして帰還困難区域内の通行が可能になった。その後、帰還困難区域内の通行区域内での除染や道路補修などが終了したとして、2014年9月15日からは、自動車に限り、全線での自由通行が可能になった（歩行者・軽車両・原動機付自転車・自動二輪車は引き続き規制対象）。ただし、帰還困難区域内での駐停車（エンスト、パンクなど車両不備、故障の場合はその限りではない）や国道本線を外れた道路・施設への立ち入りは禁止されているほか、窓を閉めてエアコンは内気循環にするよう呼びかけられている。。2020年3月4日には双葉町の帰還困難区域の一部で避難指示解除（居住は禁止）となることに伴い、二輪車の通行制限解除
。
なお、2012年4月15日までの北側の規制地点は南相馬市原町区大甕（273.5 kp）、2012年8月9日までの南側の規制地点は双葉郡楢葉町山田岡（Jヴィレッジ入口付近、231 kp）であった。いずれも、いわゆる「半径20 km圏」を基準に設定されたものである。2013年4月1日をめどとして実施された避難区域の再編（避難指示解除準備区域への移行）に伴い、南側の規制地点は同年3月24日までの楢葉町上繁岡字山根（富岡町との町境）から、北側の規制地点は同年3月31日までの南相馬市小高区下浦字三輪（263 kp、南相馬市・浪江町境付近）から、それぞれ解除前の地点へ移動していた。

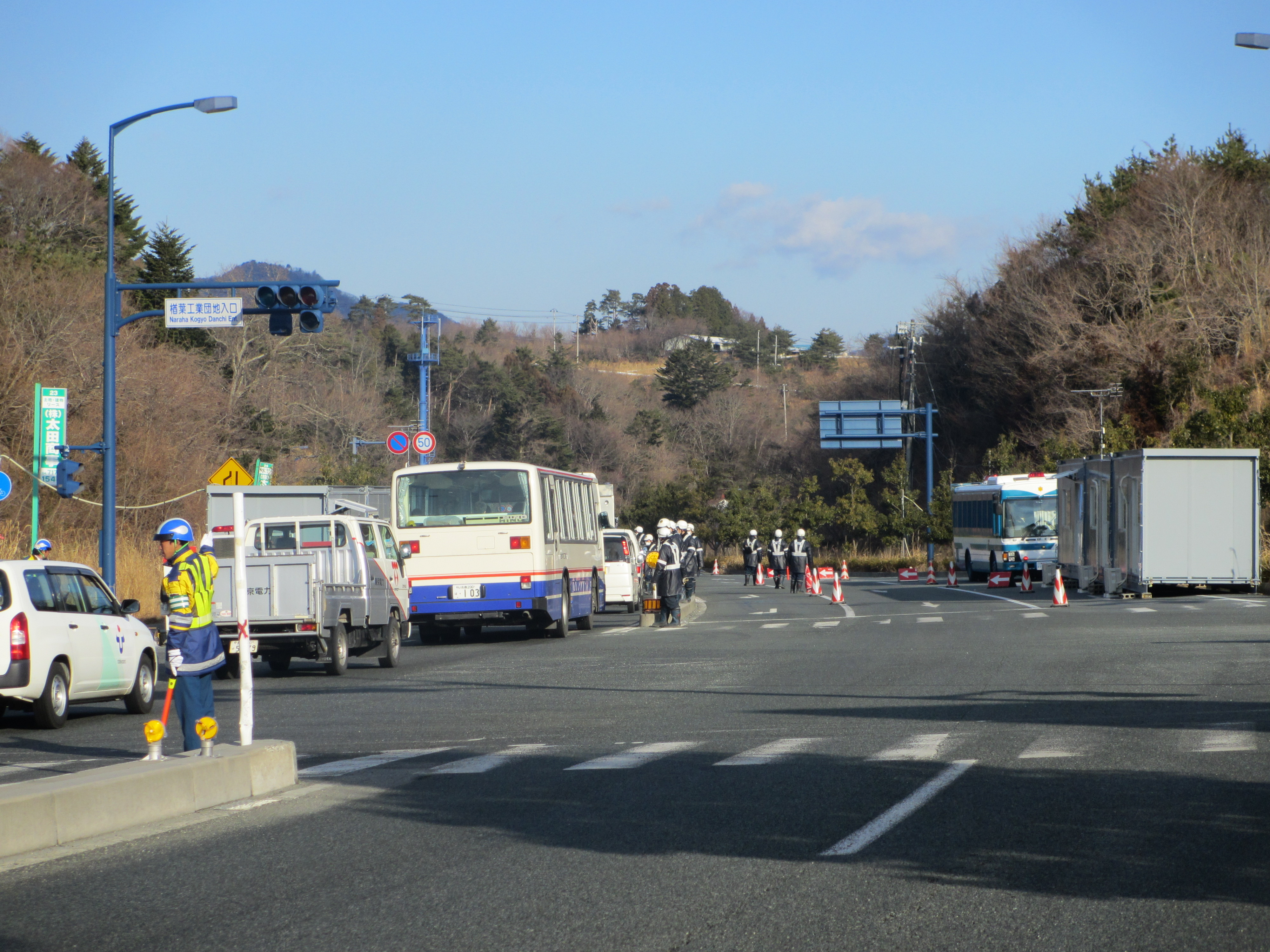
国道6号の警戒区域入口における検問（福島県楢葉町。その後富岡町夜ノ森付近に移動）
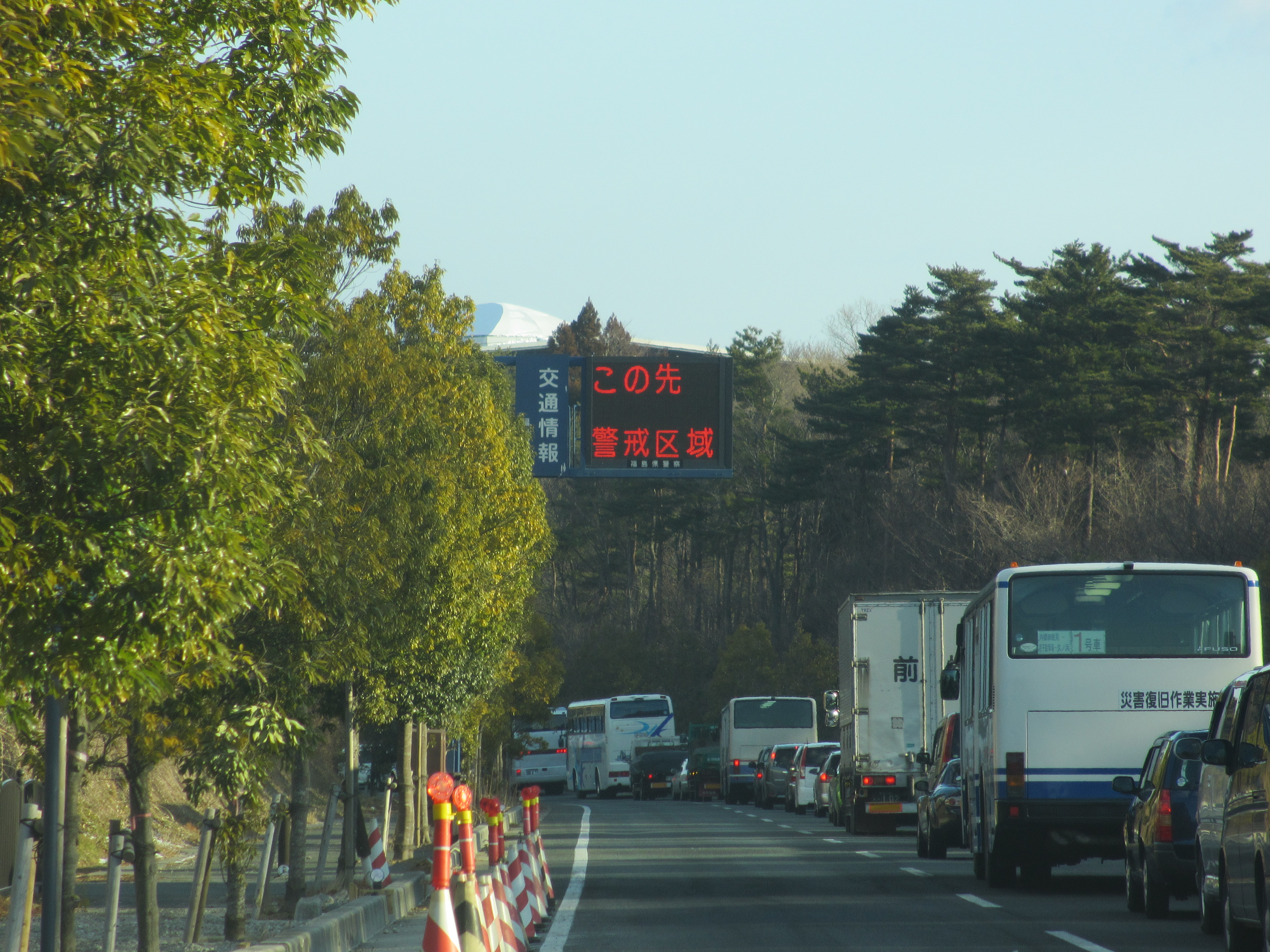
警戒区域へ入場する車両（福島県広野町・楢葉町との町境）
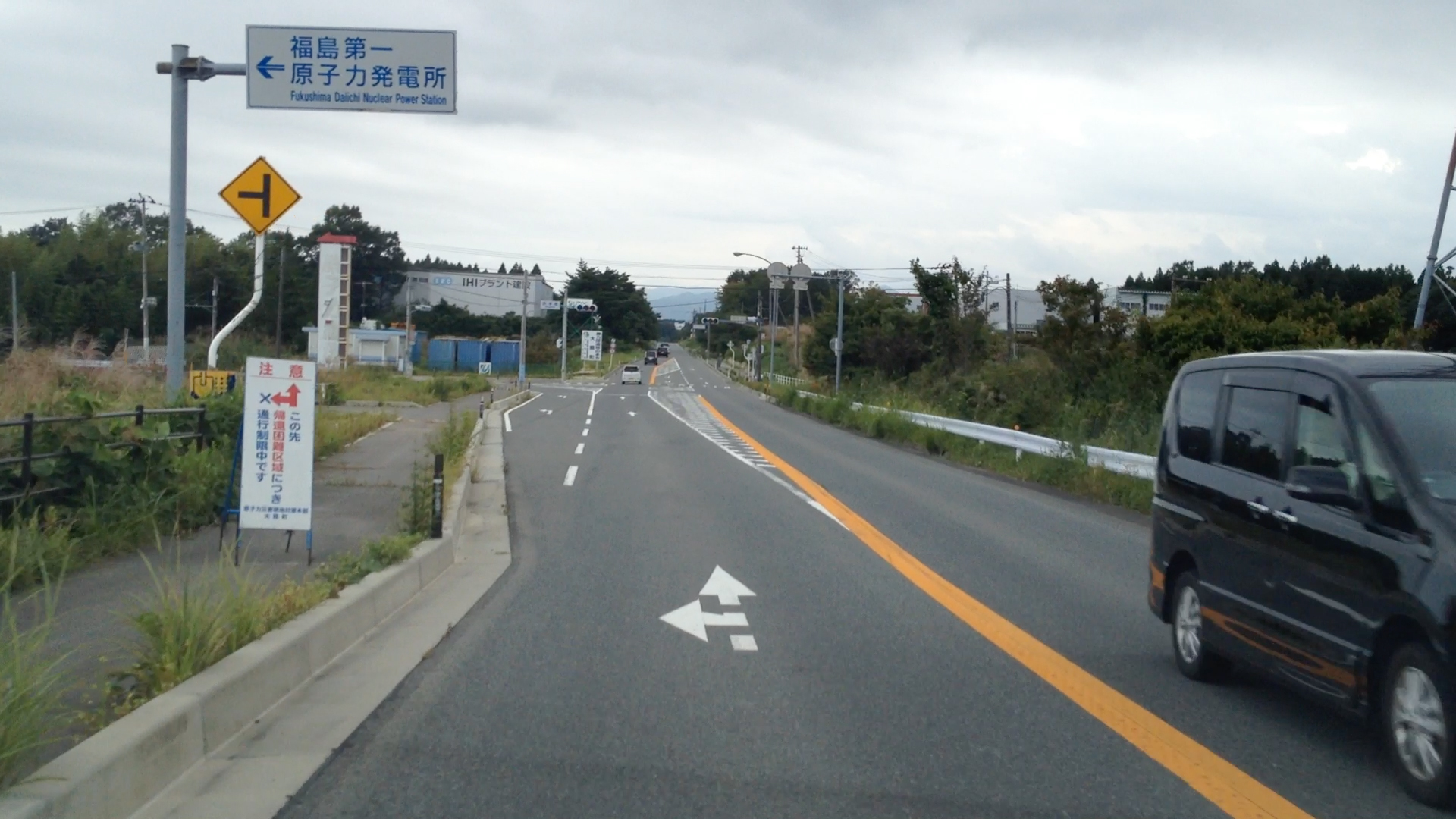
2014年9月15日に通行再開した帰還困難区域内の国道6号福島第一原子力発電所入口付近

### 別名

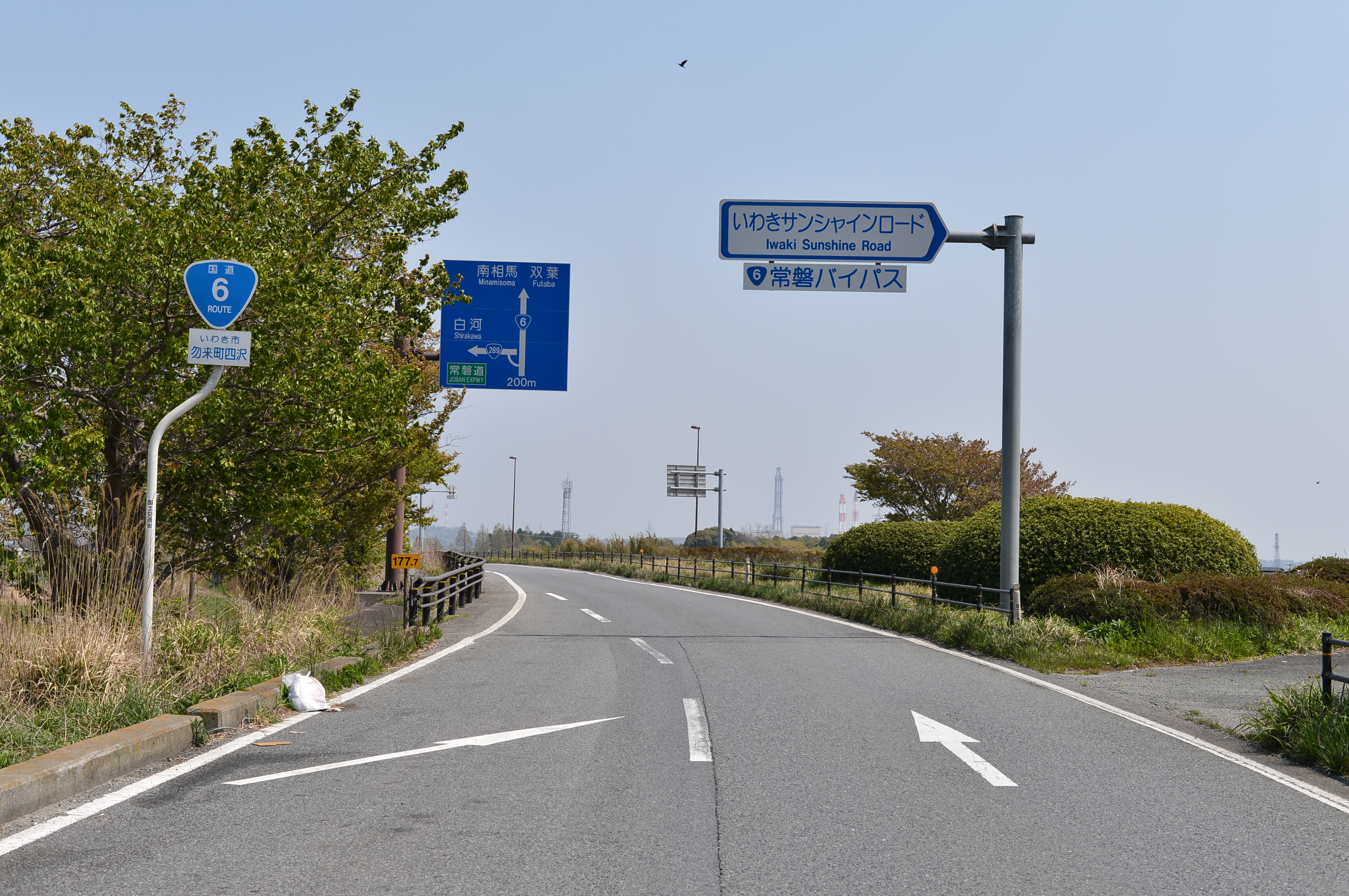
いわきサンシャインロード入口付近（常磐バイパス）

一般に以下の別名で呼ばれることがあり、水戸街道は東京 - 水戸間の国道6号の別称であり、江戸時代から続く藩領型呼称である当時の愛称が、明治・大正・昭和と時代を受け継がれてきたものである。陸前浜街道は明治時代に名づけられた公道名で、新道やバイパスなど新しく開かれた経路は陸前浜街道の呼称は付されない。また、茨城県の中心を縦貫するこの国道は、俗称として「6国（ろっこく）」という呼ばれ方もされており、沿線地元民から親しまれている。
- 中央通り
- 江戸通り
- 言問通り
- 水戸街道
- 陸前浜街道
- いわきサンシャインロード

### バイパス
- 金町バイパス（東京都）※
- 松戸バイパス（千葉県）※
- 取手バイパス（茨城県）※
- 藤代バイパス（茨城県）※
- 牛久土浦バイパス（茨城県）

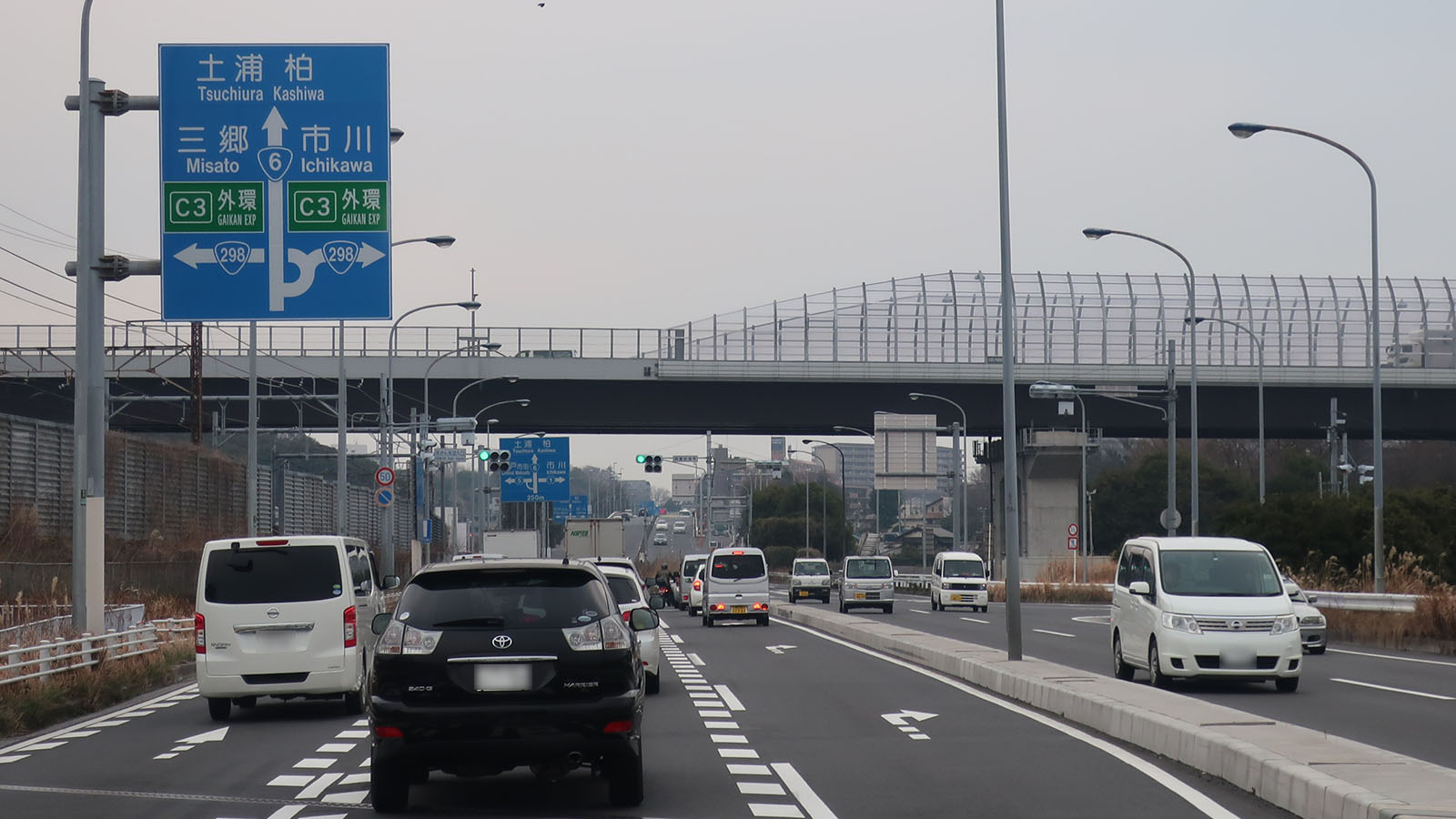
金町バイパス
国道298号との交差
千葉県松戸市上矢切

- 土浦バイパス（茨城県）※[注釈 8][注釈 9]
- 千代田石岡バイパス（茨城県）
- 国道6号一次改築（茨城県）※
- 石岡バイパス（茨城県）※
- 小美玉道路（仮称）（茨城県）[注釈 10]
- 茨城町バイパス（茨城県）※
- 水戸バイパス（茨城県）※

- 勝田拡幅（茨城県）
- 東海拡幅（茨城県）
- 石名坂バイパス（茨城県）※
- 大和田拡幅（茨城県）
- 日立バイパス（茨城県）
- 小木津バイパス（茨城県）※
- 勿来バイパス（茨城県 - 福島県）

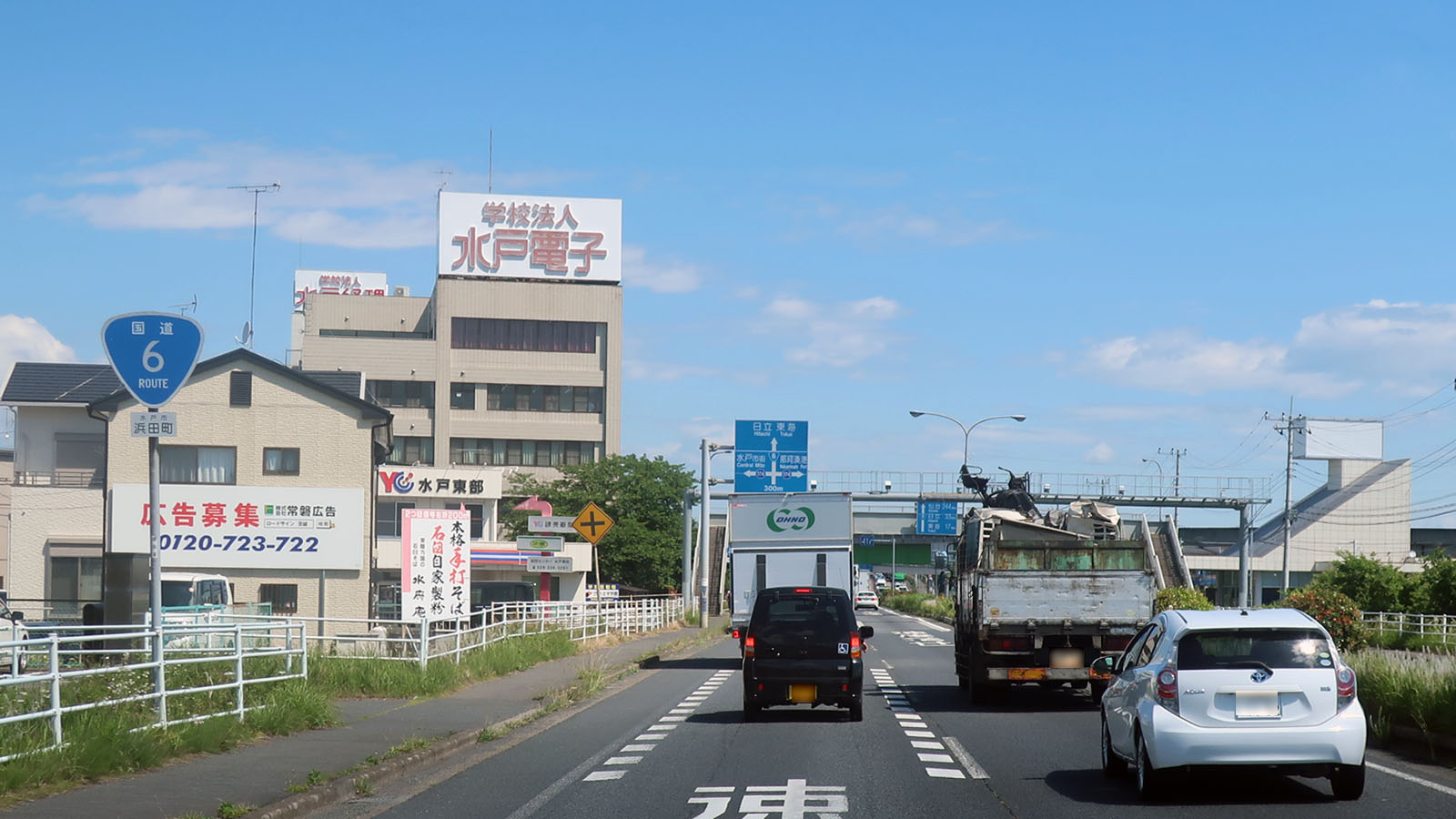
水戸バイパス
茨城県水戸市浜田２丁目

- 常磐バイパス（いわきサンシャインロード）（福島県）※

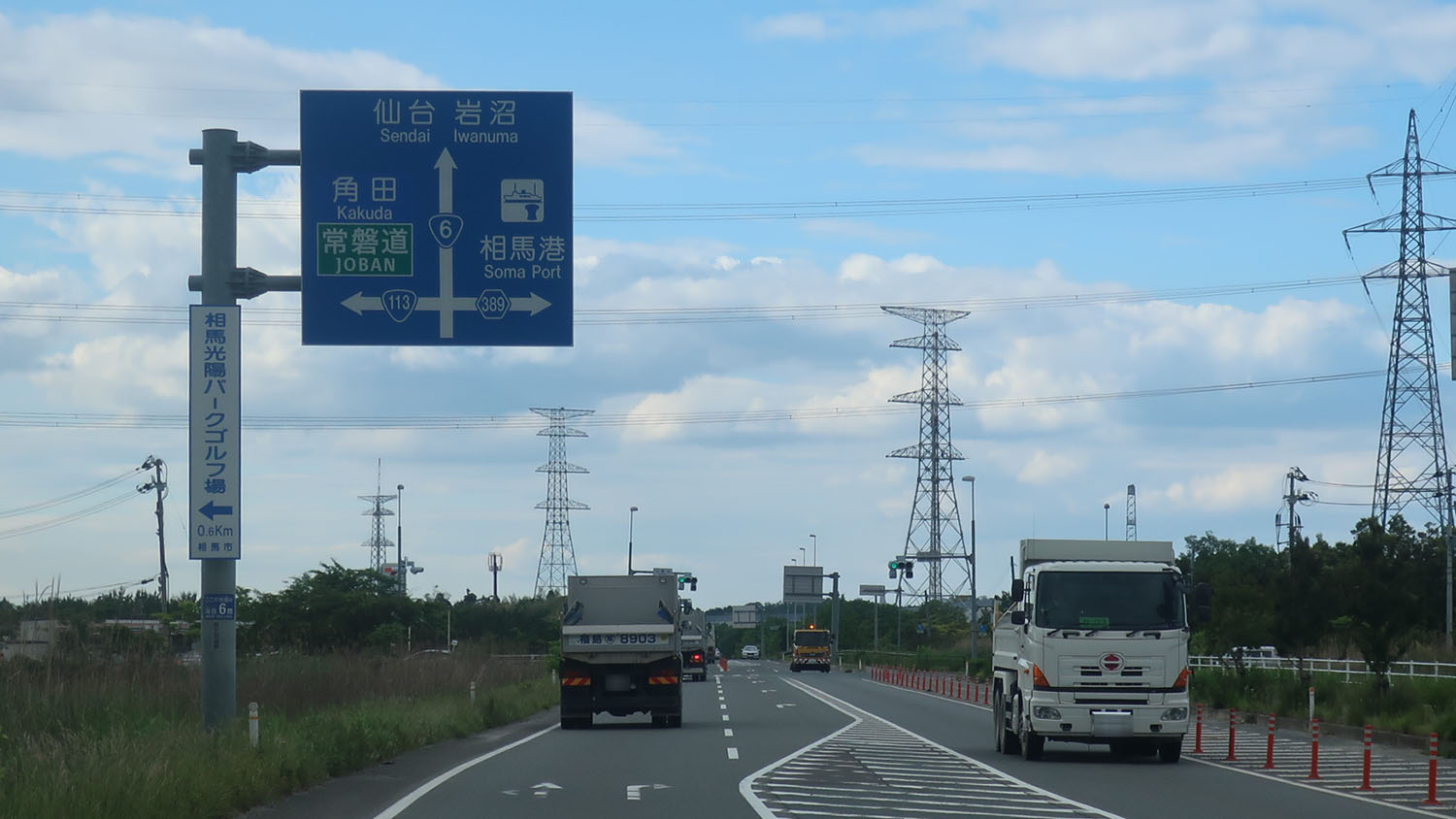
相馬バイパス
国道113号の終点付近
福島県相馬市光陽３丁目

- 久之浜バイパス（福島県）※
- 相馬バイパス（福島県）※相馬バイパス
国道113号の終点付近
福島県相馬市光陽３丁目
- 亘理バイパス（宮城県）※
- 岩沼バイパス（宮城県）※
- 仙台バイパス（宮城県）※

※は旧道が国道6号の指定を解除された。

### 有料道路
- 東水戸道路（茨城県、北関東自動車道に並行する高速道路）
- 仙台南部道路（宮城県、地域高規格道路）
- 仙台東部道路（宮城県、常磐自動車道に並行する高速道路）
いずれもバイパス有料道路として位置づけられているが、東水戸道路と仙台東部道路は高速自動車国道に並行する一般国道自動車専用道路、仙台南部道路は地域高規格道路（都市圏自動車専用道路）であり、一般有料道路といえども高速自動車国道並みの設計で建設されている。仙台南部道路と仙台東部道路は、東北自動車道・仙台北部道路・三陸自動車道とあわせて仙台都市圏環状自動車専用道路を構成する。

### 重複区間
- 国道17号（東京都中央区・日本橋（起点） - 東京都中央区日本橋室町・室町三丁目交差点）
- 国道4号（東京都中央区日本橋（起点） - 東京都中央区日本橋本町・本町三丁目交差点）
- 国道14号（東京都中央区日本橋（起点） - 東京都中央区日本橋馬喰町・浅草橋交差点）
- 国道294号（千葉県柏市・呼塚交差点 - 茨城県取手市・国道294号入口交差点）
- 国道355号（茨城県石岡市国府・国府七丁目交差点 - 石岡市石岡・山王台交差点）
- 国道4号（宮城県岩沼市・藤浪交差点[注釈 11]） - 仙台市宮城野区・苦竹IC（終点））

### 道路施設

#### 主な橋梁
- 言問橋（隅田川、東京都台東区 - 墨田区）
- 四ツ木橋・四ツ木小橋・新四ツ木橋（荒川・綾瀬川、東京都墨田区 - 葛飾区）
- 中川大橋（中川、東京都葛飾区）
- 新葛飾橋（江戸川、東京都葛飾区 - 千葉県松戸市）
  - 延長442.0 m、1964年（昭和39年）竣工[29]
- 大利根橋（利根川、千葉県我孫子市 - 茨城県取手市）
- 水戸大橋（那珂川、茨城県水戸市 - ひたちなか市）
  - 延長482.5 m、1972年（昭和47年）竣工[30]
- 榊橋（久慈川、茨城県那珂郡東海村 - 日立市）
  - 上り：延長503.8 m、1999年（平成11年）竣工[30]
  - 下り：延長510.8 m、2007年（平成19年）竣工[30]
- 鮫川大橋（鮫川、福島県いわき市）
- 夏井川橋（夏井川、福島県いわき市）
  - 延長328 m、1995年（平成7年）竣工[31]
- 阿武隈橋（阿武隈川、宮城県亘理郡亘理町 - 岩沼市）
  - 延長625 m、1979年（昭和54年）竣工[32]

#### トンネル
- 松戸隧道

千葉県松戸市に所在。上り延長144.4 m、下り延長144.0 m。1961年（昭和36年）竣工。千葉大学園芸学部の下をくぐっている。
- 平潟トンネル

茨城県北茨城市平潟町と福島県いわき市勿来町の間に所在。全長60 m、1958年（昭和33年）3月竣工。両側2車線。トンネル周辺は断崖であり、国道6号はこの谷間を縫うように貫いている。
- 南富岡トンネル

福島県いわき市小名浜南富岡（常磐バイパス）に所在。全長280 m、1980年（昭和55年）4月竣工。坑口が四角形となっている。
- 久世原トンネル

福島県いわき市平下荒川（常磐バイパス）に所在。全長：264 m、2000年（平成12年）2月竣工。坑口が四角形となっている。久世原団地の下をくぐっており、トンネル上部には久世原公園が造成されている。また、福島県道26号小名浜平線（鹿島街道）との合流部がトンネル内部にかかった構造となっている。
- 新波立トンネル

福島県いわき市（久之浜バイパス）に所在。全長190 m、2015年（平成27年）竣工。
- 金ヶ沢第一トンネル・金ヶ沢第二トンネル

福島県いわき市久之浜町に所在。全長210 m（第一トンネル）・119 m（第二トンネル）、1963年（昭和38年）3月竣工。
- 末続第一トンネル・末続第二トンネル

福島県いわき市久之浜町に所在。全長143 m（第一トンネル）・278.5 m（第二トンネル）、1963年（昭和38年）3月竣工。
- 夕筋トンネル

福島県双葉郡広野町に所在。全長114 m、1963年（昭和38年）3月竣工。

#### 道の駅
- 福島県
  - よつくら港（いわき市）
  - ならは（双葉郡楢葉町）
  - なみえ（双葉郡浪江町）
  - 南相馬（南相馬市）
  - そうま（相馬市）

1桁台の国道（県境がない国道5号を除く1号から9号）としては珍しく、1県（福島県）にしか道の駅が存在しない。

## 地理

### 通過する自治体
- 東京都
  - 中央区 - 台東区 - 墨田区 - 葛飾区
- 千葉県
  - 松戸市 - 流山市 - 柏市 - 我孫子市
- 茨城県
  - 取手市 - 龍ケ崎市 - 牛久市 - 土浦市 - かすみがうら市 - 石岡市 - 小美玉市 - 東茨城郡茨城町 - 水戸市 - ひたちなか市 - 那珂市 - 那珂郡東海村 - 日立市 - 高萩市 - 北茨城市
- 福島県
  - いわき市 - 双葉郡広野町 - 双葉郡楢葉町 - 双葉郡富岡町 - 双葉郡大熊町 - 双葉郡双葉町 - 双葉郡浪江町 - 南相馬市 - 相馬市 - 相馬郡新地町
- 宮城県
  - 亘理郡山元町 - 亘理郡亘理町 - 岩沼市 - 名取市 - 仙台市（太白区 - 若林区 - 宮城野区）

（※バイパスのうち茨城県つくば市を通過する牛久土浦バイパスの区間を除く。）

### 交差する道路
※バイパスのうち茨城県内の東水戸道路を除く。
- 東京都
  - 国道1号・国道15号・国道20号（中央区・日本橋起点）
  - 国道17号（中央区・日本橋起点 -（重複）- 室町3丁目交差点）
  - 国道4号（中央区・日本橋起点 -（重複）- 本町3丁目交差点）
  - 国道14号（中央区・日本橋起点 -（重複）- 浅草橋交差点）
  - 首都高速道路中央環状線四つ木出入口（葛飾区）
- 千葉県
  - 国道298号（松戸市・外かん矢切入口交差点）
  - 国道464号（松戸市・松戸隧道交差点）
  - 国道16号（柏市・呼塚交差点）
  - 国道294号（柏市・呼塚交差点 -（重複）- 取手市・国道294号入口交差点）
  - 国道356号（我孫子市・我孫子市街入口交差点）
- 茨城県
  - 国道408号（牛久市・学園都市南入口交差点、つくば市・大井北交差点〈牛久土浦バイパス〉）
  - 首都圏中央連絡自動車道つくば牛久IC（つくば市〉牛久土浦バイパス〉）
  - 国道125号阿見美浦バイパス・国道354号（土浦市・中村陸橋）
  - 国道125号（土浦市・真鍋跨道橋交差点・都和〈新治土浦バイパス〉）
  - 国道125号新治土浦バイパス（土浦市都和）
  - 常磐自動車道千代田石岡IC（かすみがうら市）
  - 国道355号石岡岩間バイパス（石岡市・恋瀬橋北交差点）
  - 国道355号（石岡市・国府七丁目交差点 -（重複）- 山王台交差点）
  - 北関東自動車道茨城町東IC（東茨城郡茨城町）
  - 国道50号水戸バイパス（水戸市・酒門町交差点）
  - 国道51号・国道124号・国道245号（水戸市・渋井町交差点）
  - 常磐自動車道日立南太田IC（日立市）
  - 国道293号（日立市・大和田町交差点）
  - 国道245号（日立市・国道245号入口交差点）
  - 国道245号（日立市・旭町交差点〈日立バイパス〉）
  - 常磐自動車道日立北IC（日立市）
  - 国道461号（日立市十王町伊師）
- 福島県
  - 国道289号（いわき市錦町）
  - 国道49号平バイパス（いわき市常磐上矢田町〈常磐バイパス（いわきサンシャインロード）〉・上矢田交差点）
  - 国道399号（いわき市平中神谷〈常磐バイパス（いわきサンシャインロード）〉）
  - 国道288号（双葉郡双葉町・牛踏交差点）
  - 国道114号（双葉郡浪江町・知命寺交差点）
  - 国道115号相馬南バイパス（相馬市・大曲交差点〈相馬バイパス〉）
  - 国道113号（相馬市・光陽北交差点〈相馬バイパス〉）
- 宮城県
  - 常磐自動車道山元IC（亘理郡山元町）
  - 国道4号（岩沼市・藤浪交差点[注釈 11] -（重複）- 仙台市宮城野区・苦竹IC終点）
  - 国道45号・国道47号（仙台市宮城野区・苦竹IC終点）

## ギャラリー

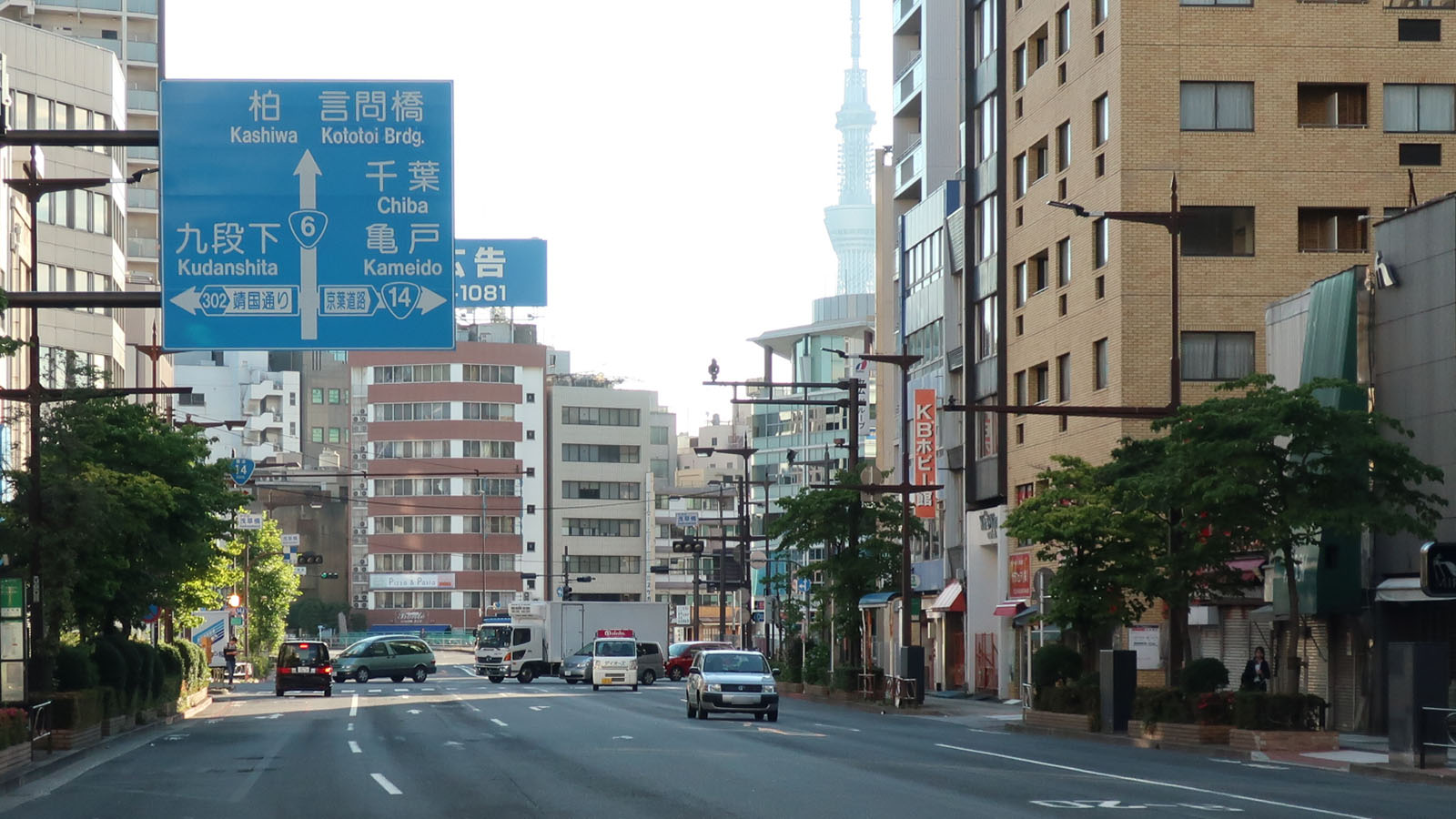
国道14号と分岐 東京都中央区日本橋馬喰町
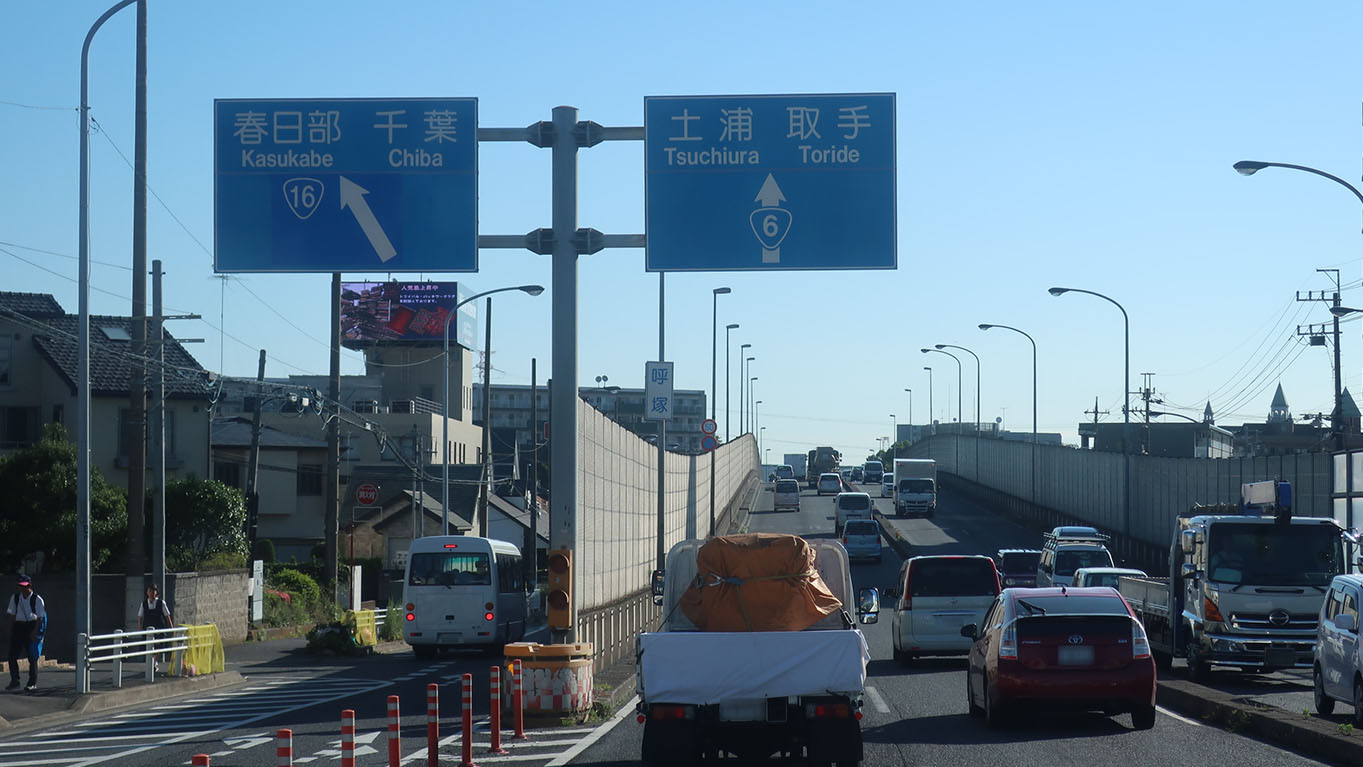
国道16号と分岐 千葉県柏市あけぼの3丁目
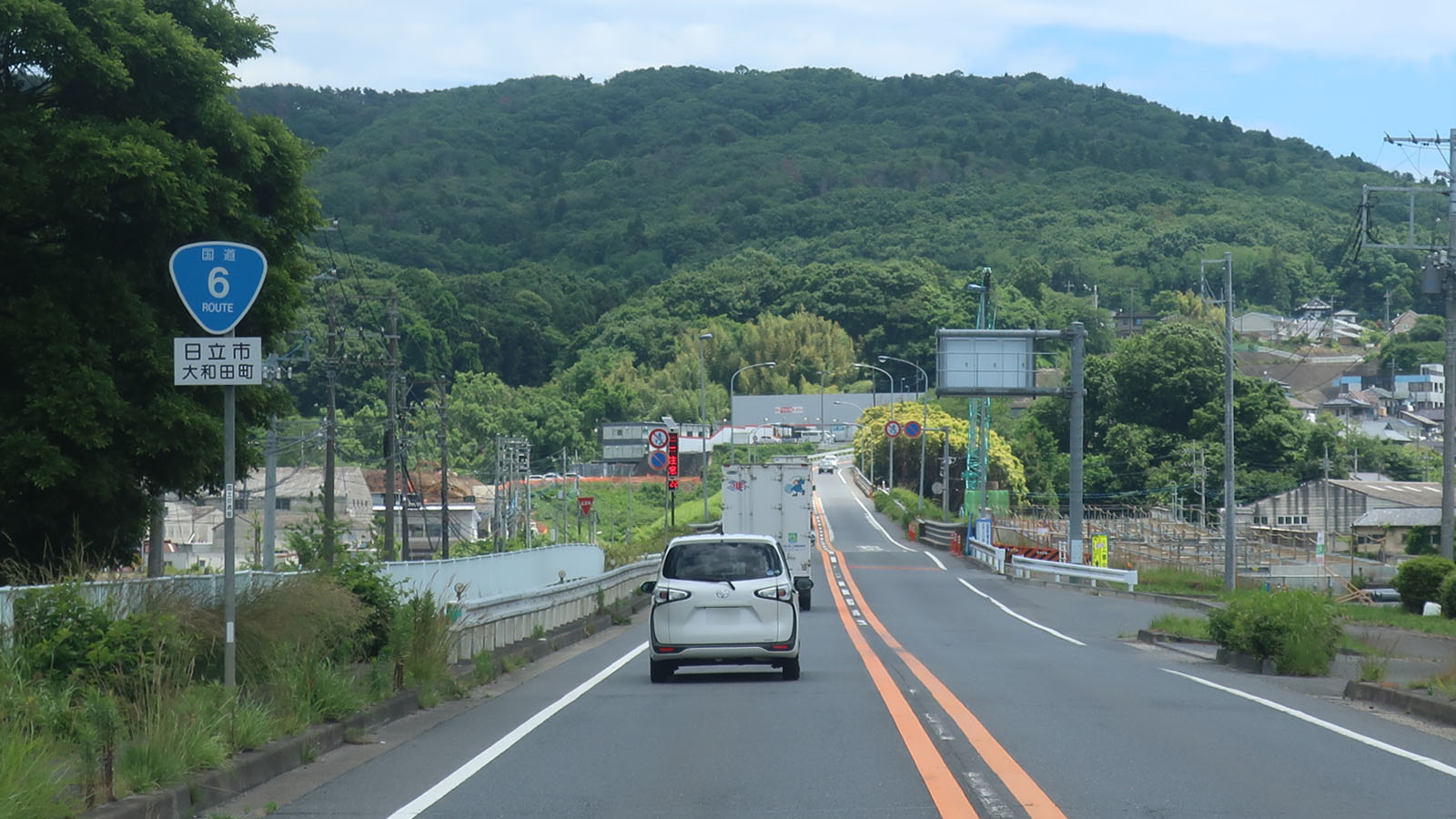
茨城県日立市大和田町
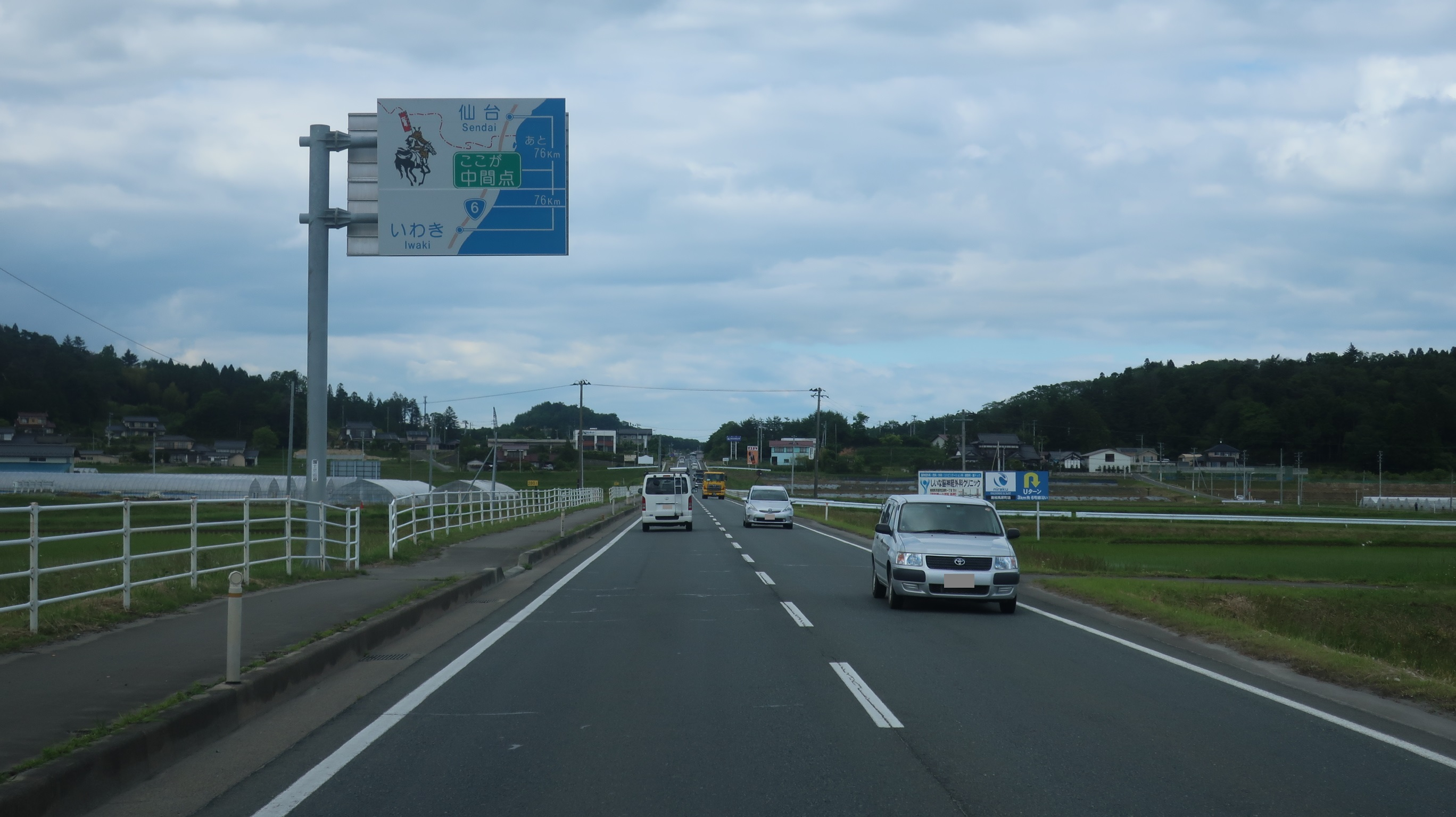
福島県、宮城県との 中間ポイント 福島県南相馬市原町区
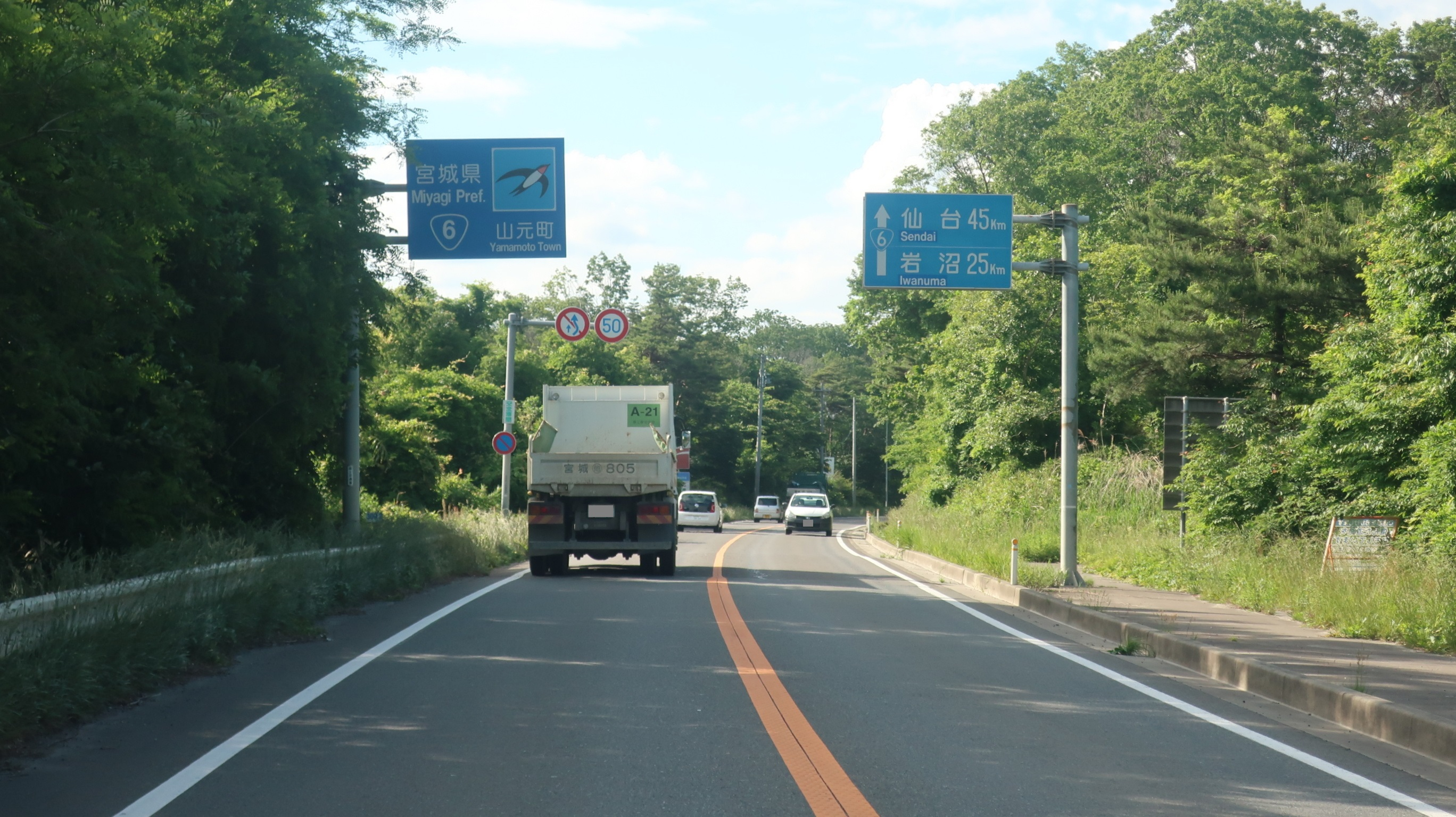
宮城県境 標識 宮城県亘理郡山元町